# Ahosi

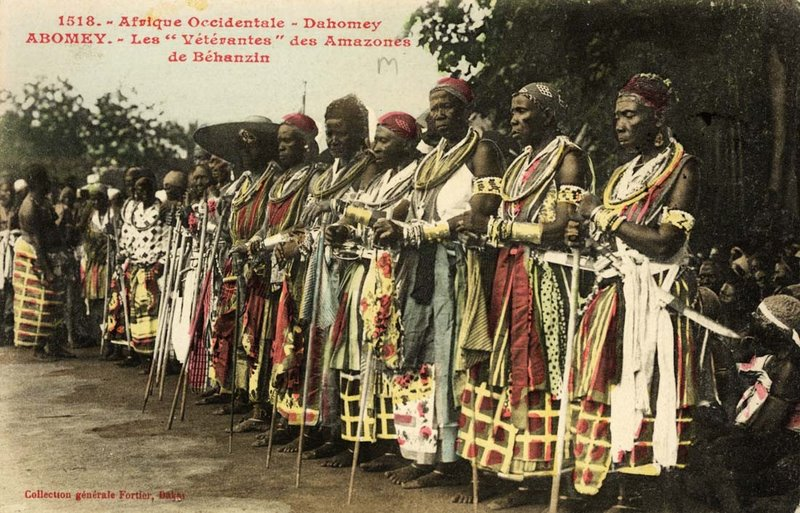
Ahosi veteranas que serviram ao rei Beanzim, numa celebração em 1908

As Ahosi (ou Mino) eram guerreiras fons que formavam um dos regimentos militares do Reino do Daomé (atual Benim) até o final do século XIX. Foram chamadas amazonas por observadores ocidentais e historiadores, devido à sua semelhança com as míticas guerreiras da antiga Anatólia e do Mar Negro.
O surgimento de um regimento militar composto exclusivamente por mulheres foi resultado das altas baixas na população masculina de Daomé, devido à violência e às guerras cada vez mais frequentes com estados vizinhos da África Ocidental. Isso levou Daomé a se tornar um dos estados líderes no comércio de escravos com o Império de Oió, que usava escravos para troca de mercadorias na África Ocidental até o fim do comércio de escravos na região. A falta de homens provavelmente levou os reis de Daomé a recrutar mulheres para o exército. A formação de uma unidade militar composta apenas por mulheres foi uma retaliação e uma manobra para contornar o tributo forçado de escravos masculinos a Oió a cada ano.

## Origens

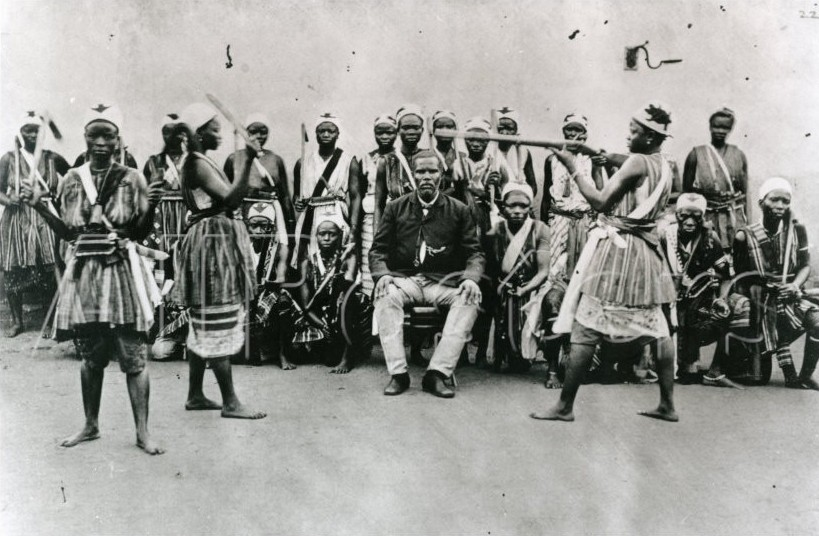
Regimento de Ahosi (1890)

O arroçu de Daomé Uebajá (r. 1645/50–1680/85) teria dado início ao treinamento militar de mulheres ao formar um grupo de caçadoras de elefantes chamado gbeto . Durante o século XVIII, algumas das esposas reais foram treinadas para atuar com guarda-costas do rei.
O filho de Uebajá, Agajá (r. 1708–1732), transformou as guarda-costas numa milícia armados com mosquetes de pederneira, utilizando-as com sucesso na derrota daomeana contra o vizinho Reino de Savi, em 1727. Comerciantes europeus registraram sua presença, bem como de guerreiras semelhantes entre os Axântis. Nos cem anos seguintes, as Ahosi ganharam reputação de guerreiras destemidas. Embora raramente lutassem, elas geralmente tinham boa desenvoltura no campo de batalha.
O grupo de mulheres guerreiras foi apelidado de Mino - que significa "nossas mães" na língua fon - pelo exército masculino do Daomé . A partir do reinado do rei Guezô (r. 1818–1858), o Daomé tornou-se cada vez mais militarista. Guezô atribuiu grande importância às Ahosi, aumentando seu orçamento e formalizando as suas estruturas. Elas foram rigorosamente treinadas, receberam uniformes e foram equipadas com armas dinamarquesas (obtidas através do tráfico de escravos). Nesta época, o regimento das Ahosi já comportava entre 4 000 e 6 000 mulheres, cerca de um terço de todo o exército do Daomé.

## Recrutamento

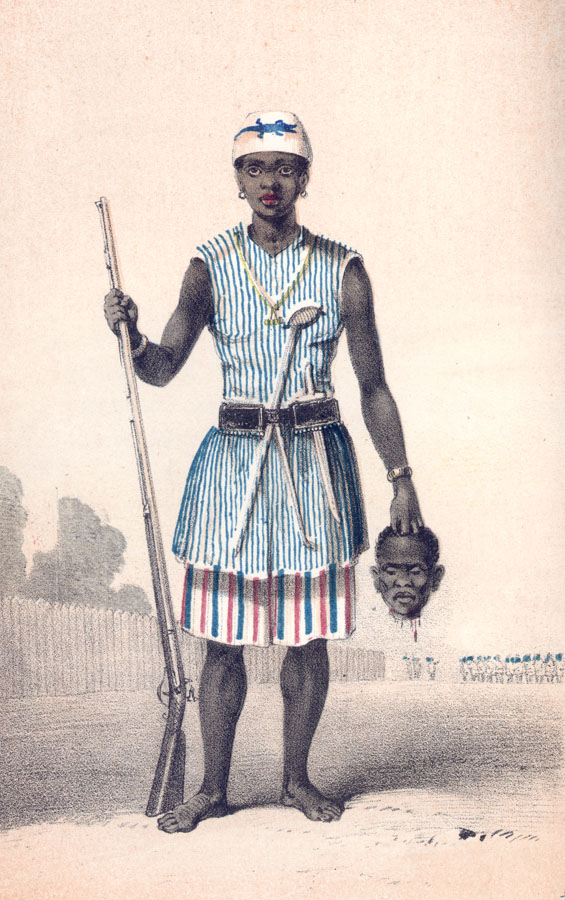
Seh-Dong-Hong-Beh, líder Ahosi

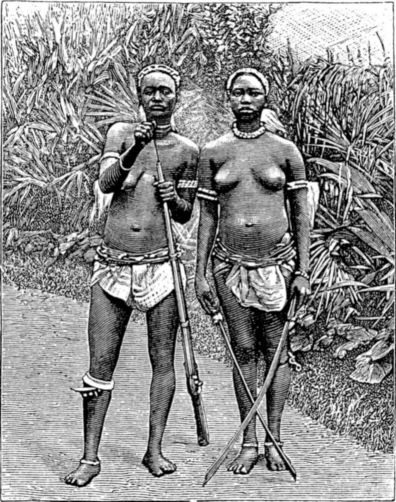
Guerreiras Ahosi (c. 1900)

As Ahosi eram, inicialmente, recrutadas entre as centenas de esposas reais (daí o nome Ahosi, que significa "esposas do rei") . Com o tempo, mulheres comuns da sociedade fon passaram a alistar-se voluntariamente, ao passo que outras tantas eram recrutadas à força, bastando para isso que seus pais ou maridos reclamassem ao rei sobre seu comportamento. A adesão às fileiras das mulheres guerreiras tinha como principal finalidade a lapidação de qualquer traço de caráter agressivo para os combates. Durante o período de engajamento, as Ahosi não podiam ter filhos nem a rotina de uma mulher casada. Muitas delas eram virgens. O regimento tinha um status semi-sagrado, entrelaçado com a crença fon nos Voduns .
Os treinamentos davam ênfase aos intensos exercícios físicos e à disciplina. Ao final deste, elas recebiam o armamento: rifles Winchester, porretes e facas. As unidades também eram comandadas por mulheres. Seus prisioneiros eram frequentemente decapitados .

## Conflito com a França

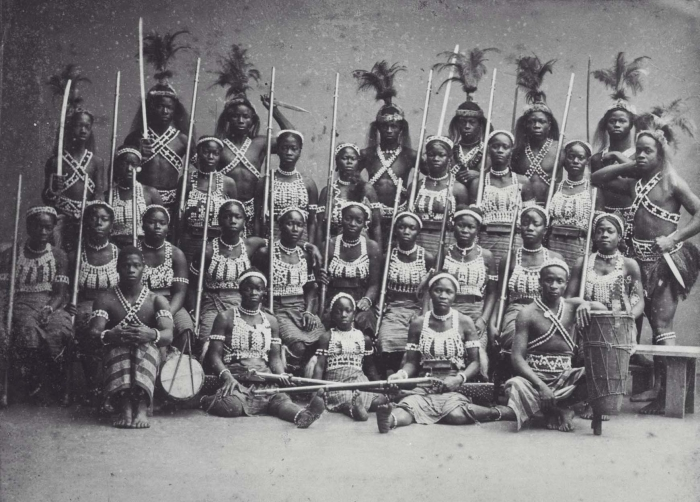
Batalhão Ahosi que batalhou contra o Exército Francês, que mesmo com a derrota ficaram conhecidas por sua resistência, habilidades e confrontos ganhos.

A invasão européia na África Ocidental intensificou-se durante a segunda metade do século XIX. Em 1890, o rei Beanzim começou a combater as forças francesas no decurso da Primeira Guerra Franco-Daomeana. Segundo Holmes , muitos dos soldados franceses em combate no Daomé hesitaram antes de abater as Ahosi com tiros ou golpes de baioneta. Esta hesitação resultou em muitas baixas francesas.
No entanto, de acordo com pelo menos duas fontes facilmente identificáveis, o exército francês perdeu várias batalhas contra elas, não por causa da "hesitação" francesa, mas devido à habilidade das mulheres guerreiras no campo de batalha, "em pé de igualdade com todo o corpo contemporâneo de soldados de elite entre as potências coloniais" .
Finalmente, reforçados pela Legião Estrangeira e utilizando armamento superior, incluindo metralhadoras, bem como a cavalaria e a infantaria da Marinha, os franceses infligiram baixas dez vezes piores do lado daomeano. Após várias batalhas, o poderio francês prevaleceu. Os legionários escreveriam mais tarde sobre a "incrível coragem e audácia" das Ahosi .
A última Ahosi remanescente do Reino do Daomé morreu em 1979.

## Na cultura popular
- As amazonas de Daomé foram representadas no filme Cobra Verde, de 1987, pelo diretor alemão Werner Herzog. Amazonas de Guezô desempenham um papel significativo no romance Flash for Freedom! por George MacDonald Fraser.
- A unidade também é retratada em (uma edição especial de, e agora DLC do) jogo para PC Empire: Total War. Na expansão African Kingdoms para Age of Empires II, Gbeto é a unidade única do Mali. Em qualquer jogo, o Daomé/Gbeto são as únicas unidades militares femininas.
- Um segmento do Episódio 7 da Série 7 de QI discutiu as amazonas de Daomé e mostrou uma foto.
- Referenciado no romance Luftslottet som sprängdes de Stieg Larsson no prelúdio da Part 4 Rebooting System.

- As guerreiras também são mencionados no romance de Patrick O'Brian, The Commodore, livro 17 da série Aubrey-Maturin.
- O livro de contos Stepsons of France (1917) de P. C. Wren  contém uma história chamada "Here are Ladies", descrevendo uma série de confrontos entre as tropas da Legião Estrangeira e as Amazonas do Daomé.
- As guerreiras também são o foco principal e são escritos na peça de teatro de Layon Grey, Black Sparta.[4]
- A personagem principal da novela de fantasia Dossouye de Charles R. Saunders, uma ahosi de Abomei, é modelada nas reais ahosis de Daomé.
- As Dora Milaje, exército / guarda-costas do Pantera Negra, são parcialmente excluídos das Amazonas do Daomé.[5][6]
- Em Barracoon de Zora Neale Hurston, Cudjo Lewis de 86 anos, o último sobrevivente conhecido da escravista Clotilda, descreve sua própria captura pelas Amazonas de Daomé quando ele tinha 19 anos de idade.
- O filme A Mulher Rei (2022) conta a história das guerreiras Agojie do reino do Daomé, embora tome muitas liberdades com a história delas.[7]
- Foram representadas no enredo "Arroboboi, Dangbé" da escola de samba Unidos do Viradouro no carnaval de 2024.[8]